# 生偕
生偕（韓語：생해），高句丽靺鞨族的武将。
661年（高句丽宝藏王20年、新罗武烈王8年）五月，生偕与高句丽将领惱音信联合进攻新罗的述川城（今驪州市），进攻未果后撤退，转而包围北汉山城并发起攻击。生偕动用抛石车（飞石机）猛攻四十日，但城主冬陀川利用铁蒺藜、弩砲等严密防御，使其最终未能破城而退。

## 影视形象
- 2006～2007年SBS《渊盖苏文》元锡渊、崔圭桓饰演。